# Episodi de I Griffin (undicesima stagione)
L'undicesima stagione della serie televisiva I Griffin è andata in onda negli Stati Uniti dal 30 settembre 2012 al 19 maggio 2013 su Fox.
In Italia, la stagione è stata trasmessa dall'11 settembre 2013 al 16 febbraio 2014 su Italia 2, saltando l'episodio a tema religioso Gesù, Giuseppe e Maria, successivamente doppiato e incluso nel DVD Box 13, uscito in Italia il 10 settembre 2015, e tempo dopo su Netflix; tale episodio è stato trasmesso in TV per la prima volta il 20 febbraio 2021 alle 20:20 durante il ciclo di repliche stagionali su Italia 2. 
L'episodio San Valentino a Quahog  è il 200º della serie.
Da questa stagione, la voce di Cleveland Brown è di Renato Cecchetto, che sostituisce Luciano Marchitiello che lo ha doppiato dalla prima stagione fino allo spin off The Cleveland Show.
| N° | Codice di produzione | Titolo italiano                  | Titolo originale            | Prima TV USA      | Prima TV Italia                                     |
| -- | -------------------- | -------------------------------- | --------------------------- | ----------------- | --------------------------------------------------- |
| 1  | 9ACX21               | Gli eterni secondi               | Into Fat Air                | 30 settembre 2012 | 11 settembre 2013                                   |
| 2  | AACX01               | La famiglia Nielsen              | Ratings Guy                 | 7 ottobre 2012    | 18 settembre 2013                                   |
| 3  | 9ACX22               | Il vecchio e la grande C         | The Old Man and the Big 'C' | 4 novembre 2012   | 25 settembre 2013                                   |
| 4  | AACX04               | Niffirg I                        | Yug Ylimaf                  | 11 novembre 2012  | 2 ottobre 2013                                      |
| 5  | AACX03               | La vendetta di Joe               | Joe's Revenge               | 18 novembre 2012  | 6 ottobre 2013                                      |
| 6  | AACX05               | Lois esce dal suo guscio         | Lois Comes Out of Her Shell | 25 novembre 2012  | 13 ottobre 2013                                     |
| 7  | AACX02               | Amici senza benefici             | Friends Without Benefits    | 9 dicembre 2012   | 20 ottobre 2013                                     |
| 8  | AACX07               | Gesù, Giuseppe e Maria           | Jesus, Mary and Joseph!     | 23 dicembre 2012  | 10 settembre 2015 (DVD) 20 febbraio 2021 (Italia 2) |
| 9  | AACX06               | Cadetto spaziale                 | Space Cadet                 | 6 gennaio 2013    | 27 ottobre 2013                                     |
| 10 | AACX08               | La commedia di Brian             | Brian's Play                | 13 gennaio 2013   | 3 novembre 2013                                     |
| 11 | AACX09               | Gli sbagli si pagano             | The Giggity Wife            | 27 gennaio 2013   | 10 novembre 2013                                    |
| 12 | AACX11               | San Valentino a Quahog           | Valentine's Day in Quahog   | 10 febbraio 2013  | 17 novembre 2013                                    |
| 13 | AACX10               | Crisi Chris                      | Chris Cross                 | 17 febbraio 2013  | 24 novembre 2013                                    |
| 14 | AACX12               | Lois in linea                    | Call Girl                   | 10 marzo 2013     | 1º dicembre 2013                                    |
| 15 | AACX13               | L'amico islamico                 | Turban Cowboy               | 17 marzo 2013     | 8 dicembre 2013                                     |
| 16 | AACX14               | 12 uomini arrabbiati e mezzo     | 12 and a Half Angry Men     | 24 marzo 2013     | 15 dicembre 2013                                    |
| 17 | AACX15               | Peter selvaticus                 | Bigfat                      | 14 aprile 2013    | 22 dicembre 2013                                    |
| 18 | AACX16               | Amici rubati                     | Total Recall                | 28 aprile 2013    | 29 dicembre 2013                                    |
| 19 | AACX18               | Salvate l'ostrica                | Save the Clam               | 5 maggio 2013     | 26 gennaio 2014                                     |
| 20 | AACX19               | L'agricoltore                    | Farmer Guy                  | 12 maggio 2013    | 2 febbraio 2014                                     |
| 21 | AACX20               | Via a Las Vegas                  | Roads to Vegas              | 19 maggio 2013    | 9 febbraio 2014                                     |
| 22 | AACX21               | Non è un country club per vecchi | No Country Club For Old Men | 19 maggio 2013    | 16 febbraio 2014                                    |

## Gli eterni secondi
- Sceneggiatura: Alec Sulkin
- Regia: Joseph Lee
- Messa in onda originale: 30 settembre 2012
- Messa in onda italiana: 11 settembre 2013

Lois incontra al supermercato il suo ex ragazzo Ross Fishman con sua moglie Pam, che invita la famiglia a cena. Una volta lì, il geloso Peter inizia a discutere con loro fino a che non si scopre che i Fishman vogliono scalare l'Everest: Lois è invidiosa della loro fortuna e decide di sfidarli nella scalata. Viaggiano così fino in Nepal, dove iniziano il percorso in contemporanea con i nuovi rivali. Alla fine di questa dura scalata i Griffin arrivano in cima, ma sono stati battuti dalla famiglia Fishman che, avendo vinto con quasi due ore di vantaggio, si avvia per tornare all'accampamento. Purtroppo sta arrivando una tempesta: i Griffin vengono coinvolti dal nubifragio e, siccome hanno finito le scorte di cibo, sono affamati.
Lungo il percorso in discesa, trovano sfortunatamente il corpo morto congelato di Ben Fishman, il figlio di Ross e Pam. Non avendo altra scelta ed essendo vicini alla morte per inedia, decidono di mangiarlo. Scendendo incontrano Ross e Pam che stanno tornando su per cercare il loro figlio. Arrivati all'accampamento Lois decide che è meglio ritornare per salvarli dalla tempesta e li trovano in un crepaccio, ma Peter riesce fortunatamente a salvargli la vita. Poco dopo averli condotti in un elicottero di salvataggio, egli si lascia sfuggire la tremanda sorte del loro rampollo.

## La famiglia Nielsen
- Sceneggiatura: Dave Ihlenfeld, David Wright
- Regia: James Purdum
- Messa in onda originale: 7 ottobre 2012
- Messa in onda italiana: 18 settembre 2013

A seguito di un sorteggio, i Griffin diventano la nuova "famiglia Nielsen": hanno così il diritto di giudicare tutto ciò che passa in tv e la loro opinione sui palinsesti diventa di conseguenza molto importante. Inebriato da questo insolito potere, Peter ruba altri 100 box della Nielsen e diventa talmente influente da poter cambiare a suo piacimento trame, personaggi ed episodi di tutte le trasmissioni, compreso il David Letterman Show. Dopo essersi reso conto di aver reso la televisione uno scempio, egli intende favorire le reti culturali ma un attimo prima di poterlo fare Adam West gli distrugge tutti i decoder. A seguito delle proteste degli altri cittadini, arrabbiati con lui per aver rovinato i loro programmi preferiti, Peter rinuncia al suo essere un "Nielsen"; a seguito di ciò, lo scettro del comando passa a Herbert.
- Guest star: Dick Wolf (se stesso).

## Il vecchio e la grande C
- Sceneggiatura: Mike Desilets, Anthony Blasucci
- Regia: Brian Iles
- Messa in onda originale: 4 novembre 2012
- Messa in onda italiana: 25 settembre 2013

Durante una partita di baseball a cui assistono Joe Swanson, Brian, Peter e Glenn Quagmire, sugli spalti scoppia un parapiglia generale e a Quagmire cade il parrucchino proprio mentre viene ripreso dalla tv, mostrando così la sua calvizie. Il video viene subito messo su YouTube e trasmesso da tutte le televisioni, e Quagmire diventa ben presto lo zimbello di tutti, così, convinto dai suoi amici, decide di togliersi il parrucchino e di accettarsi finalmente per quello che è. Tuttavia una volta toltosi il parrucchino Quagmire inizia a comportarsi da anziano e così viene convinto dai suoi amici a farsi fare un trapianto di capelli. Mentre Joe e Peter si trovano in sala d'attesa ad aspettare che si concluda l'intervento dell'amico, Brian scopre che il sig. Pewterschmidt, il padre di Lois, si sottopone a delle sessioni di chemioterapia, perché ha un tumore e gli restano solo altre due settimane di vita.
Stupito dal fatto che nessuno dei suoi familiari sembri essere a conoscenza del fatto e che lo stesso sig. Pewterschmidt neghi l'evidenza, decide di fare delle ricerche che lo porteranno a fare scoperte sensazionali. Infatti Brian scopre che la Pewterschmidt Industries possiede un farmaco che riesce a curare il cancro in un solo giorno, ma che questo non viene commercializzato perché sarebbe poco remunerativo curare definitivamente questa malattia. Esterrefatto dalla crudeltà del sig. Pewterschmidt, il cane decide di rubargli il farmaco, così il magnate una volta rintracciato Brian è costretto a raccontare tutta la storia a Lois, la quale è molto delusa dal comportamento del padre e gli fa promettere di rivelare al mondo questa scoperta che potrà salvare la vita di molte persone. Quindi il sig. Pewterschmidt promette che rivelerà al mondo la scoperta in una conferenza stampa se gli ridaranno il farmaco, cosa che poi però non fa ammettendo di aver mentito.

## Niffirg I
- Sceneggiatura: Mark Hentemann
- Regia: John Holmquist
- Messa in onda originale: 11 novembre 2012
- Messa in onda italiana: 2 ottobre 2013

Brian, allo scopo di fare nuove conquiste amorose, porta svariate ragazze a fare dei viaggi nel tempo con la macchina di Stewie, a sua insaputa. Poco dopo scopre però che la macchina del tempo possiede un contachilometri che ha segnato tutti i viaggi da lui compiuti e, per non farsi scoprire, cerca di manometterla: tuttavia la macchina si rompe liberando un'onda d'urto quantistica abbastanza potente da fare andare il tempo all'indietro. Gli unici a uscire incolumi da questo disastro sono appunto Brian e Stewie, che in un estremo tentativo di rimettere a posto la macchina vi si trovano dentro al momento dell'inversione temporale.
In seguito il tempo inizia ad accelerare durante il suo scorrere all'indietro e i problemi dovuti all'inversione temporale che ormai affliggono tutta la popolazione di Quahog e, forse - presumibilmente e a rigor di logica - la popolazione di tutto il mondo, e iniziano a colpire i nostri due protagonisti. Nel frattempo Stewie si rende conto che se non agiscono in fretta anche lui regredirà fino alla sua nascita, perdendo così l'occasione per riparare l'attrezzatura: così sta per avvenire ma Brian intuisce che per far tornare le cose come erano prima deve rompere di nuovo il contachilometri della macchina e farlo andare in avanti. Dopo aver proceduto in questa maniera riesce di nuovo a far tornare il tempo stabile e si precipita all'ospedale, dove sta per avvenire un secondo parto di Stewie.

### Curiosità
- Il titolo "Niffirg I" letto al contrario è "I Griffin", ovvero il nome della serie televisiva.
- All'interno della puntata è possibile cogliere delle scene appartenenti ad altri episodi dei Griffin come nel caso della lotta fra Peter ed Ernie il pollo gigante.
- In questo episodio si capisce l'origine del nome di Stewie: infatti quando Brian si reca all'ospedale per ritrovare il suo amico chiede a Meg dove sia finito Stewie (che non è ancora venuto al mondo), così a parto concluso lei suggerisce di chiamare il bambino appena nato Stewie, come detto dal cane.
- Alla fine dell'episodio, mentre tutti escono dall'ospedale dopo che Lois ha partorito, Chris dice «Avete sentito anche voi che il bambino, prima, parlava?» e la madre (Lois) risponde che è ridicolo che Stewie possa parlare. In realtà questo è uno dei pochi casi che Stewie viene udito dai suoi familiari.

## La vendetta di Joe
- Sceneggiatura: Julius Sharpe
- Regia: Bob Bowen
- Messa in onda originale: 18 novembre 2012
- Messa in onda italiana: 6 ottobre 2013

Mentre Peter, Quagmire e Joe si trovano all'Ostrica ubriaca apprendono dal TG locale la notizia della cattura di Bobby Briggs, un noto criminale e soprattutto il colpevole della paralisi di Joe, da lui provocata dopo aver scoperto che egli si era infiltrato sotto copertura nella sua fabbrica di eroina. La felicità del poliziotto è indescrivibile, tanto che organizza una festa per celebrare l'accaduto, finché non scopre che Bobby Briggs è evaso. Joe si rende allora conto di essere l'unico in grado di ritrovarlo e quindi chiede al suo capo l'affidamento delle ricerche, che però glielo nega perché troppo legato al caso.
Tornato in seguito all'Ostrica ubriaca, Joe parla della faccenda con i suoi amici che decidono di aiutarlo a ritrovare Briggs. Grazie alla testimonianza di una strip-dancer sua amante, i tre riescono a localizzare il criminale e, nonostante gli ostacoli posti da due agenti da lui corrotti, riescono a catturare Bobby Briggs mentre quest'ultimo cerca di scappare verso il Messico. Quando lo ha in pugno, Joe dichiara di non volerlo uccidere ma solo di renderlo paraplegico esattamente come lui: gli spara quindi due colpi alle gambe ma qualcosa va storto e il malvivente muore dissanguato.

### Nota
- Durante l'esordio di Joe, nell'episodio Eroe per caso, Joe raccontò che perse l'uso delle gambe la sera di Natale combattendo contro il Grinch, ma in questo episodio ammette che quella storia era una menzogna.

## Lois esce dal suo guscio
- Sceneggiatura: Danny Smith
- Regia: Joe Vaux
- Messa in onda originale: 25 novembre 2012
- Messa in onda italiana: 13 ottobre 2013

Si sta avvicinando il 43º compleanno di Lois e, su consiglio di Brian, la famiglia decide di farle una festa a sorpresa. Per l'occasione Peter pronuncia un discorso in cui evidenzia il fatto che Lois sta invecchiando e che non è più come una volta. Colpita da quelle parole e offesa per essere stata definita "cavallo da tiro", Lois inizia a vivere una crisi di mezza età, cambiando il suo look e il suo atteggiamento, comportandosi come una ragazza giovane. All'inizio a Peter piace il suo atteggiamento e inizia ad andare in discoteca con lei, tuttavia dopo un po' di tempo inizia a stancarsi dell'iperattività della consorte.
Nel frattempo, Stewie trova al parco una tartaruga che porta a casa e la chiama Sheldon, ma questo animale si rivela essere perfido e malvagio: dapprima tortura e decapita Rupert e in seguito cerca di uccidere pure Stewie. Intanto Peter si sente trascurato dal comportamento della scatenata Lois, soprattutto dopo aver saputo la notizia del concerto di Justin Bieber a cui la moglie vuole andare. Finito il concerto Lois cerca di avere un rapporto sessuale con il cantante, ma per fortuna Peter riesce a fermarla e la convince a ritornare la donna che era prima. Nel frattempo Sheldon, la tartaruga, cerca di assassinare Stewie, ma viene provvidenzialmente fermata da Super Mario che la uccide saltandoci sopra.

## Amici senza benefici
- Sceneggiatura: Cherry Chevapravatdumrong
- Regia: Jerry Langford
- Messa in onda originale: 9 dicembre 2012
- Messa in onda italiana: 20 ottobre 2013

A scuola, Meg confida alle sue amiche Patty, Ester e Ruth che è innamorata del ragazzo più popolare a scuola, Kent. Esther le suggerisce di chiedere a Kent un appuntamento, ma Meg ammette che teme di essere rifiutata. La mattina dopo, Brian e Stewie leggono il diario di Meg, che conferma la sua ossessione per il ragazzo. Meg, camminando per la strada fantastica su Kent, provocando un incidente da cui il sindaco Adam West fortunatamente ne esce immune. La ragazzina si rende conto che non può andare avanti senza di Kent, così si fa coraggio e gli chiede un appuntamento. Il ragazzo accetta, si presenta a casa dei Griffin e si dimostra particolarmente amichevole con Chris. Dopo una serata passata insieme, Kent accompagna alla porta di casa Meg e lei cerca di baciarlo. Ma lui la rifiuta educatamente, rivelando che è gay. Inoltre ammette di essere innamorato di suo fratello, Chris. Dalla finestra della sua camera, Stewie sente tutto, ma fraintende il discorso e crede che il fratello di cui è innamorato Kent non sia Chris, ma lui stesso.
Il giorno dopo Meg è in lacrime e Brian tenta di evitare un dialogo con la ragazza, ma non ci riesce ed è costretto ad ascoltare con riluttanza la sua storia su Kent. Nel discorso, Meg rivela a Brian che Kent è innamorato di Chris. Brian giustifica il fatto dicendo che Kent, siccome è soltanto un ragazzino, può essere confuso sulla sua sessualità. Ma Meg non accetta la situazione e decide che se lei non può avere Kent, allora la cosa migliore è far stare Chris con lui. Così chiede a Chris di dormire con Kent, ma lui rifiuta. Allora lei cerca di drogare il fratello in modo che Kent faccia sesso con lui. Poi dice a Kent che anche Chris è gay e gli piace avere rapporti sessuali mentre dorme. La sera stessa Kent può venire nella sua stanza per farci sesso. Ma quando la sera stessa Chris mostra a Meg una foto di quando erano piccoli, che il fratello ha conservato con affetto per anni, non decide di drogarlo. Tuttavia, Kent arriva in camera di Chris e quest'ultimo gli chiede cosa ci faccia li. Meg è costretta a rivelare il suo piano ed entrambi i ragazzi ne restano sconvolti. Kent si arrabbia e se ne va, dicendole che è solo una psicopatica. Mentre esce di casa furioso, c'è Stewie nudo sul divano, pronto a concedersi a Kent.

## Gesù, Giuseppe e Maria
- Sceneggiatura: Tom Devanney
- Regia: Julius Wu
- Messa in onda originale: 23 dicembre 2012
- Messa in onda italiana: 22 ottobre 2015 (Netflix) / 20 febbraio 2021 (Trasmissione in TV su Italia 2)

Mentre i Griffin si preparano al Natale decorando il loro albero, Meg trova un ornamento della mangiatoia e Peter racconta la storia della Natività. Giuseppe (interpretato da Peter) e il suo amico Robby (interpretato da Brian) vedono Maria (interpretata da Lois) nel loro villaggio. Giuseppe si presenta a lei. Hanno molti appuntamenti, ma Giuseppe è infastidito dalla riluttanza di Maria a fare sesso: Maria sostiene infatti di essere destinata a qualcosa di speciale. Più tardi, Maria dice a Giuseppe che è stata visitata da un angelo (interpretato da Bruce) che le ha detto che Dio l'ha benedetta con suo figlio. Giuseppe accetta questo. Prendendo una pausa dalla storia, Peter e la famiglia chiamano la zia Helen per augurarle un buon Natale. La chiamata non si conclude bene e Peter ritorna alla storia. Sulla strada per Betlemme su un mulo (interpretato da Meg), Giuseppe è scettico sul bambino. Altrove, i tre re magi (interpretati da Glenn Quagmire, Cleveland Brown e Joe Swanson) vengono ispirati a viaggiare loro stessi verso Betlemme. Fermatisi al palazzo del re Erode (interpretato da Carter Pewterschmidt) per rifornirsi d'acqua, parlano dei loro piani per vedere il Messia. Infastidito, Erode decide di proteggere il suo titolo e conquistare l'amore di Jodie Foster (un riferimento a John Hinckley Jr.) uccidendo il bambino. Maria e Giuseppe intanto arrivano in una locanda, ma il gestore (interpretato da Mort Goldman) nega loro una stanza. Maria entra in travaglio e il gestore offre loro spazio in una stalla, riflettendo su come chiamare il nuovo bambino: l’angelo porta la sua lista di nomi possibili a Dio, che si ispira a chiamare il bambino "Gesù" dopo qualcosa che l'angelo ha detto. I saggi, che stanno seguendo una luce nel cielo, discutono sulla natura della luce; pensano che potrebbe essere un aereo. Un medico racconta loro di un precedente messia che non ebbe successo. I saggi arrivano con i loro doni mentre il Salvatore è nato. Un batterista (interpretato da Chris) si unisce a loro. Il re Erode arriva con il suo esercito e pretende il bambino: Gesù (interpretato da Stewie) trasforma la mangiatoia in un aereo da combattimento e con esso distrugge le truppe di Erode. Dopo che Peter ha finito di raccontare la sua storia, una coppia incinta bussa alla porta di casa Griffin spiegando che la loro auto si è rotta e hanno bisogno di aiuto. Peter, pensando che stiano fingendo, li tratta con freddezza e minaccia di chiamare la polizia. Quando insistono nella loro richiesta di aiuto, Peter va a prendere la sua mazza da baseball.

## Cadetto spaziale
- Sceneggiatura: Alex Carter
- Regia: Pete Michels
- Messa in onda originale: 6 gennaio 2013
- Messa in onda italiana: 27 ottobre 2013

I Griffin scoprono che Chris non va affatto bene a scuola e sono preoccupati per il suo futuro. Lo stesso Chris, che li sente discutere, si deprime sentendo i suoi genitori insultarlo e accusarlo di essere uno stupido. Per aumentare la sua autostima, Peter e Lois gli permettono di andare in un campo a sua scelta. Chris, deciso a dimostrare che non è stupido, sceglie il campo spaziale al Centro Spaziale Kennedy. Ma al campo Chris continua ad avere dei problemi che lo fanno sentire inferiore ai suoi compagni e così chiama i suoi genitori per portarlo via da lì. Quando arrivano i Griffin, Chris li porta in un tour della navetta spaziale, ma, prima di uscire, Stewie preme un tasto rosso nella navicella, che li lancia accidentalmente nello spazio. Mentre sono bloccati nello spazio, i Griffin esplorano la navetta. A un certo punto arriva un messaggio acustico dalla radio della navicella in diretta dalla Terra, che indica le istruzioni su come ritornare sulla Terra. Ma il segnale è disturbato e Peter distrugge la radio nel tentativo di risolvere l'interferenza. Così Chris prende il comando e cerca di far atterrare la navetta utilizzando tutto ciò che ha imparato nel campo spaziale. Mentre la navicella torna a tutta velocità sulla terra, Chris perde il controllo, ma riesce poi a stabilizzarlo permettendo al pilota automatico di far atterrare la navetta. Tra le acclamazioni della gente, la navicella atterra e Chris viene proclamato eroe per aver salvato la sua famiglia.

## La commedia di Brian
- Sceneggiatura: Gary Janetti
- Regia: Joseph Lee
- Messa in onda originale: 13 gennaio 2013
- Messa in onda italiana: 3 novembre 2013

Brian scrive una commedia teatrale che diventa un successo a Quahog. Ma proprio mentre Brian ha l'autostima al massimo, anche Stewie vuole provare a scrivere una sua opera. Brian in un primo momento incita il suo amico a scriverla, ma la sua autostima viene a mancare quando legge l'opera di Stewie e si rende conto che è scritta è molto meglio della sua. Brian cerca di non sembrare tanto entusiasta dell'opera agli occhi del bambino e cerca di distruggere l'unica copia che conserva Stewie in camera sua. Una notte si intrufola nella sua stanza e seppellisce il testo nel giardino accanto al suo osso. Ma quando Stewie ritrova sepolto nel cortile la sua commedia, rivela a Brian che ha capito che la sua commedia è scritta molto meglio. A questo punto Brian affonda nella depressione e Stewie, per tirarlo su di morale, lo invita ad accompagnarlo in giro per New York. Ad una festa per i drammaturghi, Brian cerca di ingraziarsi con grandi scrittori, ma questi gli rivelano che, avendo visto la sua commedia, la considerano la peggiore commedia teatrale di sempre. Brian si deprime ulteriormente e ammette la superiorità di Stewie. Alla prima della nuova commedia di Stewie, il pubblico la critica negativamente e Brian si chiede il perché. Stewie ammette di aver cambiato qualche pezzo finendo per rovinarla, ma solo per far felice di nuovo Brian.

## Gli sbagli si pagano
- Sceneggiatura: Brian Iles
- Regia: Andrew Goldberg
- Messa in onda originale: 27 gennaio 2013
- Messa in onda italiana: 10 novembre 2013

Di ritorno dopo una notte di follie passata all'università di Harvard con Peter e Joe, Quagmire ha una spiacevole sorpresa: si ritrova sposato con una prostituta attempata e volgare di nome Charmisse. Il matrimonio risulta valido a tutti gli effetti e la sposina è veramente felice del suo nuovo ruolo di moglie. Quagmire inizia a prendere in considerazione il divorzio, fino a quando Joe gli fa notare che le regole riguardanti la separazione a Quahog sono molto rigide e il marito avrebbe potuto perdere la sua casa e i suoi averi per dividerli con la moglie. Una sera Charmisse vuole andare a letto con Quagmire, ma lui è veramente disgustato da lei, così, sospettosa, Charmisse gli domanda se fosse omosessuale. Se così fosse, per lei il matrimonio sarebbe finito. Cogliendo l'occasione al volo, Quagmire ammette la sua omosessualità e finge di essere fidanzato con Peter. Il giorno seguente Charmisse se ne va. Quagmire non perde tempo e si mette subito a guardare un video pornografico sul computer. Ma di sorpresa lei torna, apre la porta della camera e trova Quagmire a guardare un video porno etero. Charmisse vuole delle spiegazioni, perché se veramente fosse stato omosessuale avrebbe guardato un video porno gay, così dice a Quagmire di dimostrarle che è veramente gay. Quagmire chiede quindi a Peter di fargli il favore di avere un rapporto sessuale con lui in modo che Charmisse lo veda e si convinca dell'omosessualità del marito. Quagmire e Peter si preparano goffamente e con riluttanza ad avere un rapporto sessuale, tutto sotto la supervisione di Charmisse. Quest'ultima capisce che entrambi non sono gay e dice a Quagmire che lei vuole stare con un uomo che l'ami: se lui non prova niente per lei, allora lei troverà un altro uomo, concedendogli il divorzio.

## San Valentino a Quahog
- Sceneggiatura: Daniel Palladino
- Regia: Bob Bowen
- Messa in onda originale: 10 febbraio 2013
- Messa in onda italiana: 17 novembre 2013

Un episodio speciale di san Valentino, formato da diversi segmenti. Nel primo Peter e Lois hanno in mente di passare tutto il giorno a letto, ma Peter viene chiamato da una sua ex che vuole farlo separare dalla moglie; alla fine Peter concede un appuntamento alla vecchia fiamma. Nel secondo Meg esce con un ragazzo conosciuto su Internet per poi risvegliarsi in un motel senza un rene: venuta a scoprire che l'individuo è un trafficante d'organi, lo perdona a patto di avere con lui un vero appuntamento; nell'occasione i due capiscono di piacersi e, per ringraziarla, il ragazzo restituisce il rene a Meg. Nel terzo Quagmire viene maledetto da una donna che ha lasciato e, dopo aver preso una scossa elettrica, si trova ad avere un aspetto femminile, almeno per gli altri: superato lo shock iniziale, si divertirà con delle lesbiche.
Nel quarto Consuela oltrepassa il confine col Messico per raggiungere suo marito e la pronipote di Herbert si innamora di Chris, riuscendo a fare colpo su di lui grazie alle parole romantiche che il prozio le suggerisce per l'occasione. Nel quinto Stewie viaggia negli anni sessanta e si innamora di una bambina, riuscendo pure a baciarla sulle labbra: quando scopre che la neonata è in realtà sua madre Lois, entrerà in crisi ed inizierà a vomitare frequentemente. Nel sesto ed ultimo sketch Brian, depresso perché nessuna delle sue storie d'amore è finita bene, viene aiutato da Stewie che riunisce tutte le sue ex: inizialmente le donne cominciano a criticarlo per i suoi errori ma successivamente lo perdoneranno passando la notte con lui.

## Crisi Chris
- Sceneggiatura: Anthony Blasucci, Mike Desilets
- Regia: Jerry Langford
- Messa in onda originale: 17 febbraio 2013
- Messa in onda italiana: 24 novembre 2013

A scuola, Chris viene a sapere che le sue scarpe nuove (provenienti dalla Lettonia) non vanno di moda e lo rendono ancora più odiato, così chiede alla madre di comprarne un altro paio, ma per questioni economiche la donna non glielo permette. Decide così di rubare dei soldi dalla borsa di Lois senza il suo permesso ma viene scoperto da Meg che, in cambio del suo silenzio, lo ricatta costringendolo a fare degli umilianti lavoretti solo per il suo divertimento. Nel frattempo, Stewie torna a casa con Lois in macchina da una festa e, durante il ritorno, la madre accende la radio e Stewie ascolta I Just Fall in Love Again di Anne Murray, scoprendo di provare un grande piacere per le sue canzoni: inizia così ad ascoltarle tutte.
Intanto Chris è stanco di fare favori a Meg e per evitare che i suoi genitori vengano a conoscenza del suo furto scappa di casa: va a vivere da Herbert, l'anziano omosessuale scorbutico e pedofilo che vive in fondo alla strada. La sua convivenza non si rivela, però, positiva per il vecchio e dopo un litigio lo caccia di casa. Infine Meg e Chris fanno pace. Intanto Stewie convince Brian ad interessarsi ai pezzi di Anne Murray, fino a che non hanno una discussione su un brano e finiscono per incontrare la cantante di persona, ma scoprono in realtà che i testi non sono stati veramente scritti da lei: per vendicarsi, Stewie la lega ad una sedia.

## Lois in linea
- Sceneggiatura: Wellesley Wild
- Regia: John Holmquist
- Messa in onda originale: 10 marzo 2013
- Messa in onda italiana: 1º dicembre 2013

La famiglia Griffin è a corto di soldi, così Lois decide di trovare un nuovo impiego. Viene scoperta da un agente di talenti di nome Randy (Giovanni Ribisi) che le fa credere di volerla assumere come doppiatrice, ma in realtà egli gestisce una linea telefonica per adulti. Durante una giornata di lavoro riceve la telefonata di Quagmire, che non la riconosce: egli rimane estasiato dalla sue arti e consiglia a Peter di chiamarla. Quest'ultimo, triste perché Lois non gli riserve più tante attenzioni ed è sempre troppo stanca per avere un rapporto sessuale, accetta e immediatamente si innamora della sexy centralinista.
I due decidono quindi di prendere un appuntamento per conoscersi di persona. Naturalmente Lois è al corrente dell'identità del marito e si reca al luogo dell'incontro, uno squallido motel della città, solo per dimostrare che Peter non le è fedele e rimproverarlo. La donna indossa una parrucca bionda, per cui Peter non la riconosce e i due hanno un rapporto sessuale: tuttavia, dopo che viene a scoprire la vera identità della nuova amante, Peter riesce a dimostrarle che l'ha sempre amata e che in fondo cercava nella nuova compagna le caratteristiche che Lois aveva perso. I due quindi fanno pace e il loro rapporto torna alla normalità.

## L'amico islamico
- Sceneggiatura: Artie Johann & Shawn Ries
- Regia: Joe Vaux
- Messa in onda originale: 17 marzo 2013
- Messa in onda italiana: 8 dicembre 2013

Per dare un po' di vitalità alle loro giornate, Peter, Joe e Quagmire decidono di provare il paracadutismo. A Peter piace molto e continua a dedicarsi a quest'attività, ma durante un lancio si dimentica di aprire il paracadute. Ricoverato d'urgenza, in ospedale diventa amico di Mamhoud, un musulmano con cui divide la stanza, che lo convince a convertirsi all'Islam. Quando Peter racconta a Joe e Quagmire le sue giornate da islamico con il suo nuovo amico Mamhoud, questi ultimi si insospettiscono, arrivando a scoprire poi che il musulmano si serve di Peter perché ha progettato un attentato terroristico a Quahog. Per smascherarli, Joe e Quagmire mandano Peter alla riunione dei terroristi con un microfono nascosto, ma gli islamici scoprono il microfono e Mamhoud, con la pistola puntata, costringe Peter a guidare il camion di esplosivi fino al ponte che dovrà fare esplodere. Arrivati alla meta, Mamhoud sta per far esplodere le bombe, ma arriva tempestivamente Joe che lo ferma e lo arresta. Quando tutto sembra finito, per festeggiare, Peter chiama l'osteria per prenotare un tavolo. Ma il cellulare è quello che gli ha dato Mamhoud e che fa esplodere le bombe posizionate sul ponte.

## 12 uomini arrabbiati e mezzo
- Sceneggiatura: Ted Jessup
- Regia: Pete Michels
- Messa in onda originale: 24 marzo 2013
- Messa in onda italiana: 15 dicembre 2013

Il Sindaco West viene accusato e processato per l'omicidio del suo assistente. Peter e Brian fanno parte della giuria, composta anche da Quagmire, Mort Goldman, Tom Tucker, Herbert, Carter, Dr. Hartman, Seamus, Bruce, Carl, e Consuela, che ha il compito di decidere se è innocente o colpevole. Tutte le prove sembrano indicare che sia stato lui, ma Brian non è del tutto convinto e comincia ad instillare dubbi negli altri giurati. Ma gli altri non si fidano del sindaco perché è un politico. Brian concorda sul fatto che se nessuno è convinto della possibilità di innocenza del Sindaco West, allora cambierà il suo voto, ma anche Herbert si dimostra convinto dell'innocenza. Gli altri giurati protestano perché vogliono solo andare a casa. Dopo una pausa, Brian interroga il testimone che racconta di aver assistito al reato durante un'orgia, così Quagmire cerca di dimostrare se il testimone stia raccontando la verità. Quando le prove dimostrano che il testimone non avrebbe potuto guardare fuori da una finestra durante l'orgia, ammette che Brian aveva ragione. La giuria vota nuovamente e risulta che 6 considerano West colpevole e 6 no. Tom Tucker sostiene un verdetto di colpevolezza, ma il dottor Hartmann lo smonta. Peter cambia il suo voto dopo aver scoperto il significato della parola "colpevole". In serata i giudici si trovano d'accordo e giudicano non colpevole il Sindaco Adam West. Assolto del delitto, il Sindaco riprende le sue funzioni. Tornati a casa, Stewie riferisce a Brian che però il processo si è svolto per metà, infatti è stata dimostrata l'innocenza del sindaco, ma non si è trovata l'identità dell'assassino, ancora a piede libero. Successivamente Stewie afferma anche che il maniaco spenga le luci e uccida le sue vittime, fatto che accade subito dopo, mentre Stewie dice: "OK, siamo morti".
L'episodio cita il film La parola ai giurati (1957) di Sidney Lumet, in cui il componente di una giuria, sulla base di un "ragionevole dubbio", tenta di persuadere gli altri undici membri ad assolvere un ragazzo accusato di parricidio.

## Peter selvaticus
- Sceneggiatura: Brian Scully
- Regia: Julius Wu
- Messa in onda originale: 14 aprile 2013
- Messa in onda italiana: 22 dicembre 2013

Quagmire chiede a Peter e Joe di venire con lui in un viaggio in alcuni strip club di Montreal, ma i mariti dovranno mentire alle mogli in modo che queste non si lamentino. Sul lussuoso aereo privato di Quagmire, Peter apre il portellone di sicurezza. L'aereo perde quota e precipita, schiantandosi nel deserto canadese. Peter, Quagmire e Joe, ancora vivi, costruiscono un riparo per la notte. Il giorno seguente Peter costruisce una trappola per animali, ma Quagmire vi cade dentro e si rompe le gambe. Peter rimane l'unica persona in grado di camminare e quindi si propone di incamminarsi nella foresta per trovare aiuto. Subito dopo la sua partenza, un canadese a spasso col cane giunge da Quagmire e Joe, i quali scoprono che l'aereo è precipitato nel cortile posteriore di un'abitazione. Quagmire prova a richiamare Peter, ma lui è già scomparso nel bosco. Due mesi dopo, la forestale e la famiglia Griffin sono alla continua ricerca di Peter. Quando tutto sembra perso e le ricerche stanno per interrompersi, alla famiglia arriva una bambola intagliata nel legno da Peter che assomiglia a Lois. Quest'ultima riesce a trovarlo tra i cespugli del bosco. Peter si comporta come una bestia, non parla, ha i capelli lunghi, una barba incolta, è sporco di fango e indossa delle mutande strappate. La famiglia porta Peter a casa e provano a rieducarlo, ma ogni tentativo di ricivilizzare Peter non va a buon fine. A malincuore, la famiglia Griffin decide così di riportare Peter nella natura selvaggia, perché solo lì sembra essere felice. Peter si dirige verso il bosco, ma quando Meg gli dice addio, il padre riacquista lentamente la capacità di parlare per dire alla figlia di tacere. La famiglia si riabbraccia commossa e, una volta a casa, Peter torna alla normalità in un solo giorno. Per festeggiare, Peter annuncia che Quagmire lo porterà a uno strip club a Montreal.

## Amici rubati
- Sceneggiatura: Kristin Long
- Regia: Joseph Lee
- Messa in onda originale: 28 aprile 2013
- Messa in onda italiana: 29 dicembre 2013

Dopo che Rupert viene richiamato in fabbrica, Stewie e Brian si lanciano in una avventura per recuperare il miglior amico di Stewie. Nel frattempo, a causa di malattia, Peter viene sostituito da Lois nel suo torneo di bowling. Tuttavia, egli comincia ad irritarsi per l'amicizia tra la moglie e i suoi amici.

## Salvate l'ostrica
- Sceneggiatura: Chris Sheridan
- Regia: Brian Iles
- Messa in onda originale: 5 maggio 2013
- Messa in onda italiana: 26 gennaio 2014

Dopo che Horace ( il proprietario dell Ostrica Ubriaca ) viene ucciso accidentalmente da Jerome durante una partita a baseball, spetta a Peter e i suoi amici a cercare di fermare la chiusura del bar da parte della banca. Nel frattempo, Meg trova lavoro in un'impresa di pompe funebri.

## L'agricoltore
- Sceneggiatura: Patrick Meighan
- Regia: Mike Kim
- Messa in onda originale: 12 maggio 2013
- Messa in onda italiana: 2 febbraio 2014

Dopo che Peter acquista una fattoria per allontanarsi dal crescente problema della criminalità a Quahog, diventa un rivenditore di metanfetamina.

## Via a Las Vegas
- Sceneggiatura: Steve Callaghn
- Regia: Greg Colton
- Messa in onda originale: 19 maggio 2013
- Messa in onda italiana: 9 febbraio 2014

Brian e Stewie, accidentalmente, clonano se stessi durante un viaggio a Las Vegas intrapreso col teletrasporto di Stewie; una coppia trascorrerà una bellissima vacanza, mentre l'altra coppia la trascorrerà in modo pessimo.

## Non è un country club per vecchi
- Sceneggiatura: Teresa Hsiao
- Regia: Jerry Langford
- Messa in onda originale: 19 maggio 2013
- Messa in onda italiana: 16 febbraio 2014

Dopo che Peter si siede sopra l'armonica di Stewie, conficcandola nel sedere, la famiglia Griffin parte per partecipare al concorso "America's Got Talent", perché Peter ha imparato a suonare lo strumento con la forza della scoreggia. Durante l'esibizione, a Peter cade lo strumento, e quindi perde. Nel viaggio per tornare a Quahog, Chris fa conoscenza una ragazza di nome Amanda, che fa parte della famiglia dei Barrington, la più ricca del Rhode Island. Dopo che Peter e la sua famiglia divengono parte del club, Carter Pewterschmidt non riesce ad accettare che Peter faccia parte di un club tanto prestigioso. Però Reginald, il fondatore del country club, considera Carter un leccapiedi, e quindi lo espelle. Allora Carter supplica Peter di parlare con Reginald e poter farlo riammettere: ma dopo questa richiesta, espelle tutti e due. Allora i due cercano di entrare di nascosto nella magione, ma dopo il fallimento di Peter, Carter lo rimprovera aspramente; dopo aver visto questa scena, Reginald venne colpito dalla capacità di Carter di essere diretto e lo riammesse nel club. Alla fine dell'episodio, Peter viene scaraventato fuori dal palazzo.